# Orchies
 Orchies  es una población y comuna francesa, en la región de Norte-Paso de Calais, departamento de Norte, en el distrito de Douai y cantón de Orchies.

## Historia
Fue parte del Condado de Flandes, Anexionado por los Habsburgo en 1482. Durante la guerra de los Ochenta Años se sumó a la Unión de Arrás en 1579. Formando parte de los Países Bajos Españoles hasta su anexión a Francia mediante el Tratado de Aquisgrán (1668). Entre 1708 y 1712 las tropas de la Alianza de La Haya ocuparon la ciudad.

## Demografía
| 5863 | 5972 | 5756 | 5587 | 6945 | 7472 |
| Para los censos de 1962 a 1999 la población legal corresponde a la población sin duplicidades (Fuente: INSEE [Consultar]) |      |      |      |      |      |